# Стигмати (фільм)
«Стигмати» (англ. Stigmata) — фільм Руперта Вейнрайт, в головних ролях Патрісія Аркетт і Гебріел Бірн

## Зміст
Фільм стежить за розвитком відносин між Френкі (Патриція Аркетт), атеїсткою, працюючої перукаркою в Піттсбургу, у якої раптово виникають справжні стигмати, і отцем Ендрю Кернаном (Гебріел Бірн), колишнім вченим-біологом, а нині священиком з Ордена єзуїтів, який за завданням Ватикану розслідує випадки появи чудес. Кернан незабаром виявить, що стигмати виникають від духу отця Паулу Аламейда, який був відлучений за його дослідження загубленого Євангелія, яке, в свою чергу, оскаржувало основи католицизма. У цьому навчанні говорилося, що Ісус Христос не хотів побудови церков для поклоніння Богу. Коли владний священнослужитель Ватикану, кардинал Даніель Хаусеман хоче змусити мовчати Френкі, вона і Кернан починають боротися за істину і своє життя.
Фільм заснований на тексті Євангелія від Фоми, зокрема вислові (81: Ісус сказав: Я — світло, який на всіх Я — все: все вийшло з мене і все повернулося до мене. Розрубай дерево, я — там; підніми камінь, і ти знайдеш мене там). Ватикан і більшість інших християнських церков оголосили Євангеліє від Фоми фальшивкою, створеної гностиками.

## Ролі
| Актор            | Роль                    |
| ---------------- | ----------------------- |
| Патриція Аркетт  | Френкі Пейдж            |
| Гебріел Бірн     | отець Ендрю             |
| Джонатан Прайс   | кардинал Деніел Хаусмен |
| Ніа Лонг         | Донна Чадвей            |
| Томас Копаче     | отець Дарнінг           |
| Раді Шербеджія   | Маріон Петрочеллі       |
| Енріко Колантоні | отець Даріо             |
| Дік Латесса      | отець Джанні Дельмоніко |
| Порша де Россі   | Дженніфер Келлі         |
| Патрік Малдун    | -Стівен                 |

## Знімальна група
- Режисер — Руперт Вейнрайт
- Сценарист — Том Лазарус, Рик Ремедж
- Продюсер — Френк Манкузо мол., Віккі Вільямс
- Композитор — Берк, Еліа Кмірал, Біллі Корган